# God of War
God of War je americká série hack-and-slash videoher, původně vytvořených Davidem Jaffem pro konzoli PlayStation 2.
První díl byl vydán v roce 2005 vývojářským studiem SIE Santa Monica Studio, přičemž se stal vlajkovou lodí exkluzivních videoher vydávaných pod značkou PlayStation. Středem příběhu byl spartský válečník Kratos, který byl svým pánem Arésem podveden a zmanipulován, aby zavraždil svou vlastní ženu Lysandru a dceru Calliope. Kratos se proto vydává na cestu pomsty proti svému bývalému pánovi. Tento příběh se postupem času rozvíjí a graduje, přičemž Kratos svého bývalého pána porazí, je sám jmenován bohem války (z čehož vychází také název série) a se svou osobní válkou proti bohů nepřestává, dokud nespustí další válku, která může skončit zničením světa.

## Seznam her

### První éra
- God of War – první díl vydaný 22. března 2005 pro PlayStation 2. Po deseti letech služby Atreovi se Kratos vydává na cestu za jeho likvidací, přičemž jeho spojencem se stává bohyně Athéna, jež ho vyšle najít Pandořinu skřínku. Během této výpravy je příběh odkrýván retrospektivně, přičemž se dozvídáme o důvodech, proč se proti Atreovi tento válečník postavil a jak se stal obávaným "Duchem Sparty".[1]
- God of War II – druhý díl vydaný 13. dubna 2007 pro PlayStation 2. Kratos je bohem války, přičemž se dostane do sporu s Diem, který je čistou shodou okolností také Kratovým otcem a mužem, jemuž bylo předpovězeno, že zemře rukou vlastního syna. Zeus proto Krata zradí, což s sebou nese další nutnost odvety, v podobě spojenectví mezi bohem války a Titány. Kratos se v tomto díle vydává navštívit Sestry osudu, aby změnil svůj osud. Bohužel, i když je téměř na konci své cesty, místo Dia zemře rukou boha války Athéna.[2]
- God of War: Betrayal – díl mimo hlavní sérii, vydaný 20. června 2007 pro mobilní telefony. Díl mapuje Kratovu výpravu do Řecka, kde se jeho největším nepřítelem stane vrah Ceryx.[nenalezeno v uvedeném zdroji][3]
- God of War: Chains of Olympus – díl mimo hlavní sérii, vydaný 4. března 2008 pro PlayStation Portable. Díl mapuje období, odehrávající se v období mezi God Of War a God Of War: Ascension. Kratos se zde utká s bohem Morfeem a titánem Atlantem.[4]
- God of War III – třetí díl, vydaný 16. března 2010 pro PlayStation 3. Hlavní hrdina v ní znovu zažehne velkou válku – Titanomachii. Titáni ho však již v zárodcích této války zrazují a Kratos opět zůstává ve své pomstě sám. Tedy, téměř, dokud se mu nezačne opět zjevovat zabitá bohyně Athéna, která boha války instruuje, jak porazit síly Olympu. Kratos se tedy vydává zničit základní kámen Olympu, přičemž na své cestě ničí jak bohy, tak titány. Objevuje dívku jménem Pandóra, která mu poslouží jako zbraň ve zničení nejmocnější síly na zemi, což vede k zabití Dia i celého řeckého pantheonu a začátku apokalypsy. Uvědomující si, že celou dobu sloužil pouze jako pěšák ve velkém plánu prohnané bohyně Athény, dále odmítne být jejím nástrojem, jak dosáhnout úplnému ovládnutí světa, a spáchá sebevraždu. Athéna vytrhne z jeho těla meč a ponechává svého vojáka beze zbraně zemřít.[nenalezeno v uvedeném zdroji][5]
- God of War: Ghost of Sparta – díl mimo hlavní sérii, vydaný 2. listopadu 2010 pro PlayStation Portable. Odehrává se krátce po prvním díle, přičemž v něm Krata stále tíží představa, co se mohlo stát s jeho zbývajícími příbuznými, matkou a bratrem. Dozví se, že jeho bratr byl unesen samotnými bohy, aby nenaplnil proroctví o vraždě Dia jeho vlastním synem, a uvězněn v podsvětí bohem Thanatem. Ač je ve svém hledání úspěšný, je Kratos donucen zabít svého milovaného vlastního bratra, což podnítí jeho nenávist vůči bohům.[6]
- God of War: Ascension – díl mimo hlavní sérii, vydaný 12. března 2013 na PlayStation 3, přičemž jako jediný podporoval multiplayer. Příběh God of War: Ascension se odehrává zhruba deset let před událostmi prvního dílu, pár měsíců poté, co Kratos zavraždil svou ženu a dceru.[7]

### Druhá éra
- God of War – čtvrtý díl vydaný 20. dubna 2018 pro PlayStation 4. Od 14.1. 2022 dostupný na PC. O mnoho let později se Kratos pokusil najít klid na dalekém severu, kde se znovu oženil s ženou jménem Faye, s níž zplodil syna Átrea. Ovšem poté, co Faye umírá a její pozůstalí jsou napadení ásem Baldrem, musí se bránit proti útokům severských bohů, vedených všeotcem Ódinem. Cílem jejich cesty je pak Jotunheim, kde musí bývalý bůh války rozprášit popel své druhé ženy, zatímco popel té první, jejž nosí stále na svém těle, musí se svou minulostí skrýt před synem Átreem. Dostává tedy druhou příležitost být otcem, kterým nedokázal být svému prvnímu dítěti.[8][9][10][11][12]
- God of War: Ragnarök – pátý díl vydaný 9. listopadu 2022 pro PlayStation 4,5. Příběh se odehrává po čtvrtém dílu kdy Kratose přijde navštívit Thor s Odinem a tvrdí mu že chtějí mír, ale lžou. Oba jsou zaslepení pomstou. Protože ve čtvrtém díle zabil Kratos Thorovy syny. A také Odinova průzkumníka Baldra. Ve hře se dozvídáte jaké má Átreus schopnosti a opět je to o vztahu mezi otcem a synem. Tentokrát dostal Átreus víc prostorů a podíváte se do všech světů. Kratos s Átreem se snaží zabránit Ragnaroku, ale vyvolají velkou válku mezi všemi světy.

## Postavy

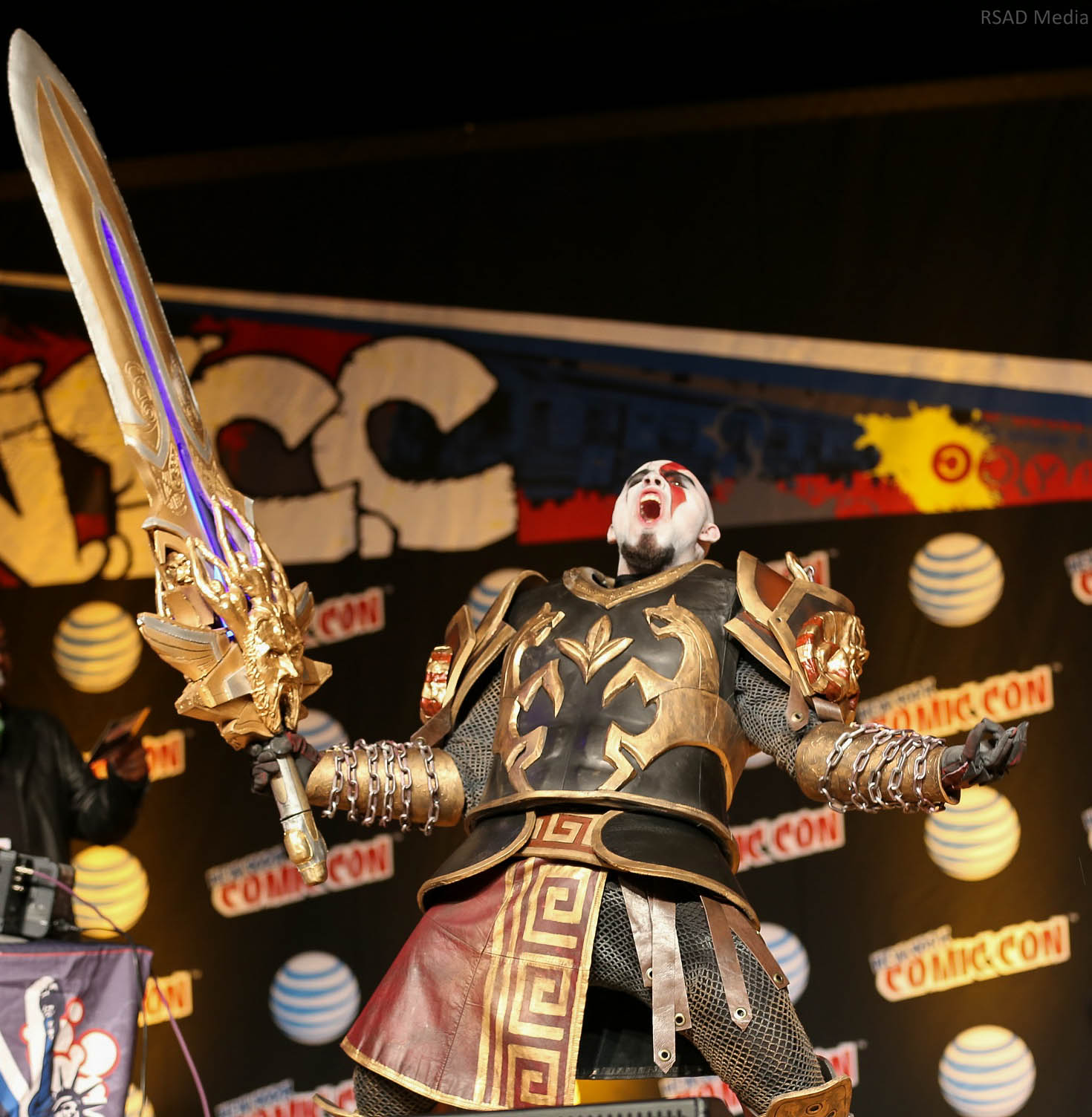
Cosplay na Krata, ducha Sparty

- Kratos, duch Sparty – syn Dia a Callisto, spartský válečník, Áreův vojevůdce, bůh války
- Athéna – dcera Dia a Métis, bohyně moudrosti
- Arés – syn Dia a Héry, bůh války
- Théseus – je v řecké mytologii syn krále Aigea a Aithry. Jeden z největších hrdinů řeckých bájí
- Perseus – syn Dia a Danaé, je bájná postava hrdinů řecké mytologie a zakladatel Mykén
- Icarus – synem mistra řemesla Daedala , architekta krétského labyrintu
- Daidalos – architekt krétského labirintu
- Pandory strážce – Nemrtvý minotaurus s neproniknutelným brněním
- Hippocampi – Poseidonovi koně, kteří táhnou jeho vůz. Mohou chodit po vodě a mají svinuté, šupinaté, rybě podobné zadní končetiny
- Aegaeon the Hecatonchires – Aegaeon je obr s dvanácti menšími končetinami vyčnívajícími z jeho šesti hlavních paží.
- Kraken – je legendární mořská příšera obrovské velikosti
- Poseidon – bůh moře
- Hádes – bůh podsvětí
- Hélios – bůh slunce
- Héra – Bohyně vědma
- Hermes – hlasatel bohů
- Atlas – Bůh nebes
- Persefona – Hádova manželka
- Kallisto – bohyně lovu která byla proměněná v medvědici
- Pollux a Castor – jsou nevlastní bratři dvojčata dvojčata kteří spojený jako jeden
- Charon – Převozník který převáží duše které oddělují světy živých a mrtvých
- Thanatos – Bůh smrti
- Hercules – syn Jupitera a smrtelné Alkmény božský hrdina
- Kronos – byl vůdcem a nejmladším z první generace Titánů v řecké mytologii.
- Héfaistos – je řecký bůh kovářů
- Gaia – Bohyně země
- Átreus – syn Krata a Laufey
- Zeus – syn Krona a Rhei, král bohů
- Deimos – syn Dia a Callisto, vězeň Thanatův, bratr Krata
- Baldr – syn Ódina a Freyi, bůh světla
- Modi – syn Thora a obryně Járnsaxy
- Magni – syn Thora a obryně Járnsaxy
- Král temných elfů – Vládce temných elfů
- Grendel z popela a Grendel z mrazu – jsou to silný unikátní trolové
- Freya – dcera Njorda je bohyně plodnosti, lásky, války a úrody
- Frey – syn Njorda a bratr Frey a také její milenec je patron míru a prosperity
- Thor – syn Odina a Fjorgin, Bůh hromů a je strážcem vykonavatelem spravedlnosti
- Odin – syn obra Bora a obryně Bestly, král severských bohů
- Heimdall – syn Odina a Aegiri jeho úkolem je hlídat sídlo bohů v Asgardu Bifrost
- Týr – je ve stínu Odina a Thora bůh války a nebes
- Trúd – je dcerou Thora a Sif
- Sif – Bohyně krásy a obilí a plodnosti
- Mimir – Je považován za nejmoudřejšího boha ze všech
- Fenrir – vlk, nejstarší syn Lokiho a obryně Angrbody
- Hrist a Mist – Odinovy hlavní valkýry
- Jörmungandr – Mořský had, který se spolu s vlkem Fenrirem narodil v Jötunheimu Lokimu a obryni Angrbodě
- Angrboda – poslední zbývající obr z Jotunheimu.
- Brok – kovář, který pomáhá Kratosovi
- Sindri – kovář který pomáhá Kratosovi
- Surtr – hlavní postava během události Ragnaroku a jeho plameny pohltí zemi
- Thamur – Jötunnský obr
- Faye – Kratosova žena, obryně se kterou měl Atrea
- Ratatosk – veverka, která pobíhá nahoru a dolu po kmeni jasanu Yggdrasilu a nosí Ódinovi zprávy z Midgardu
- Hraezryl – drak z Jotunheimu který se usadil v Midgardu